# Contea di Sui (Hubei)
La contea di Sui (随县S, Suí XiànP) è una contea della Cina, situata nella provincia di Hubei e amministrata dalla prefettura di Suizhou.